# The War on Errorism
The War on Errorism es el noveno álbum de estudio de NOFX. Fue grabado entre enero-abril de 2003 en Motor Studios, San Francisco, California y distribuido por Fat Wreck Chords, lo cual supone el primer disco grabado para la discográfica de Fat Mike, ya que los dos anteriores fueron un disco en directo, I Heard They Suck Live!!, y un recopilatorio, 45 or 46 Songs That Weren't Good Enough to Go on Our Other Records.
La portada y la temática del disco está prácticamente dedicada en su totalidad en contra de George W. Bush y su política. Algunas canciones de War on Errorism aparecen en el EP lanzado pocos meses antes Regaining Unconsciousness.
Este disco logró ubicarse en el lugar #1 de la lista de álbumes independientes Billboard.

## Listado de canciones
1. "The Separation of Church and Skate" – 3:10
2. "The Irrationality of Rationality" – 2:32
3. "Franco Un-American" – 2:25
4. "Idiots Are Taking Over" – 3:23
5. "She's Nubs" – 2:05
6. "Mattersville" – 2:29
7. "Decom-poseur" – 2:54
8. "Medio-core" – 3:05
9. "Anarchy Camp" – 2:54
10. "American Errorist (I Hate Hate Haters)" – 1:52
11. "We Got Two Jealous Agains" – 2:04
12. "13 Stitches" – 1:55
13. "Regaining Unconsciousness" – 2:39
14. "Whoops, I OD'd" – 2:50

## Créditos
- Fat Mike - Bajo, voces, teclados, compositor, productor
- Eric Melvin - Guitarra
- El Hefe - Guitarra, voces secundarias, trompa,
- Erik Sandin - Batería

- Datos: Q2631262